# 103 هـ
103 هـ هي سنة في التقويم الهجري امتدت مقابلةً في التقويم الميلادي بين سنتي 721 و722.

## مواليد
- عباس بن الأحنف

## وفيات
- أبو بردة بن أبي موسى الأشعري
- خالد بن معدان
- موسى بن طلحة بن عبيد الله
- يحيى بن وثاب
- عطاء بن يسار
- موسى بن طلحة